# Pétrin égocentrique
Le pétrin égocentrique est un terme terme inventé par le philosophe américain Ralph Barton Perry, qui désigne le fait de ne pas pouvoir voir la réalité en dehors de nos propres perceptions. Ainsi, toute notre expérience du monde prend la forme de représentations mentales que notre esprit traite de différentes manières. Le contact direct avec la réalité ne peut pas être établi en dehors de notre propre esprit ; par conséquent, nous ne pouvons pas être sûrs que la réalité existe. Autrement dit, nous sommes tous limités à notre propre monde perceptif et à nos propres points de vue. Le solipsisme est une extension de cette théorie qui suppose que seul notre propre esprit est sûr d'exister.
À partir de 1710, George Berkeley a abordé le problème du pétrin égocentrique en niant la réalité de la matière, sauf en tant qu'idée dans l'esprit des individus qui perçoivent. Cela a engendré une perspective problématique sur la relation avec la réalité et a fait de cette thèse une source de débats.

« Une fois sortis de l'église, nous avons discuté longtemps du sophisme astucieux de Bishop Berkeley, qui vise à démontrer que la matière n'existe pas et que tout dans l'univers est simplement idéal. J’ai observé que, bien que nous soyons convaincus que sa doctrine n’est pas vraie, il est impossible de la réfuter. Je n’oublierai jamais la vivacité avec laquelle Johnson répondit, frappant son pied avec une force immense contre une grosse pierre, jusqu’à ce qu’il en rebondisse : Voilà, je l'ai réfuté ! »

— James Boswell, Vie de Samuel Johnson
Samuel Johnson est réputé pour avoir « réfuté » l'immatérialisme de l'évêque Berkeley, qui soutenait que la matière n'existait pas véritablement mais semblait seulement exister : lors d'une conversation avec Boswell, Johnson a vigoureusement frappé du pied une pierre à proximité et a proclamé à propos de la théorie de Berkeley : « Voilà, je l'ai réfuté ! ».
L'influence du concept de Perry et de son vocabulaire a poussé le philosophe américain Everett W. Hall à créer le solécisme de « dilemme catégoriocentrique », qui rend compte de l'impossibilité d'appréhender le monde en dehors des « catégories » imposées par la langue maternelle et le schéma conceptuel de chacun.